# Sistema shuttle del malato-aspartato

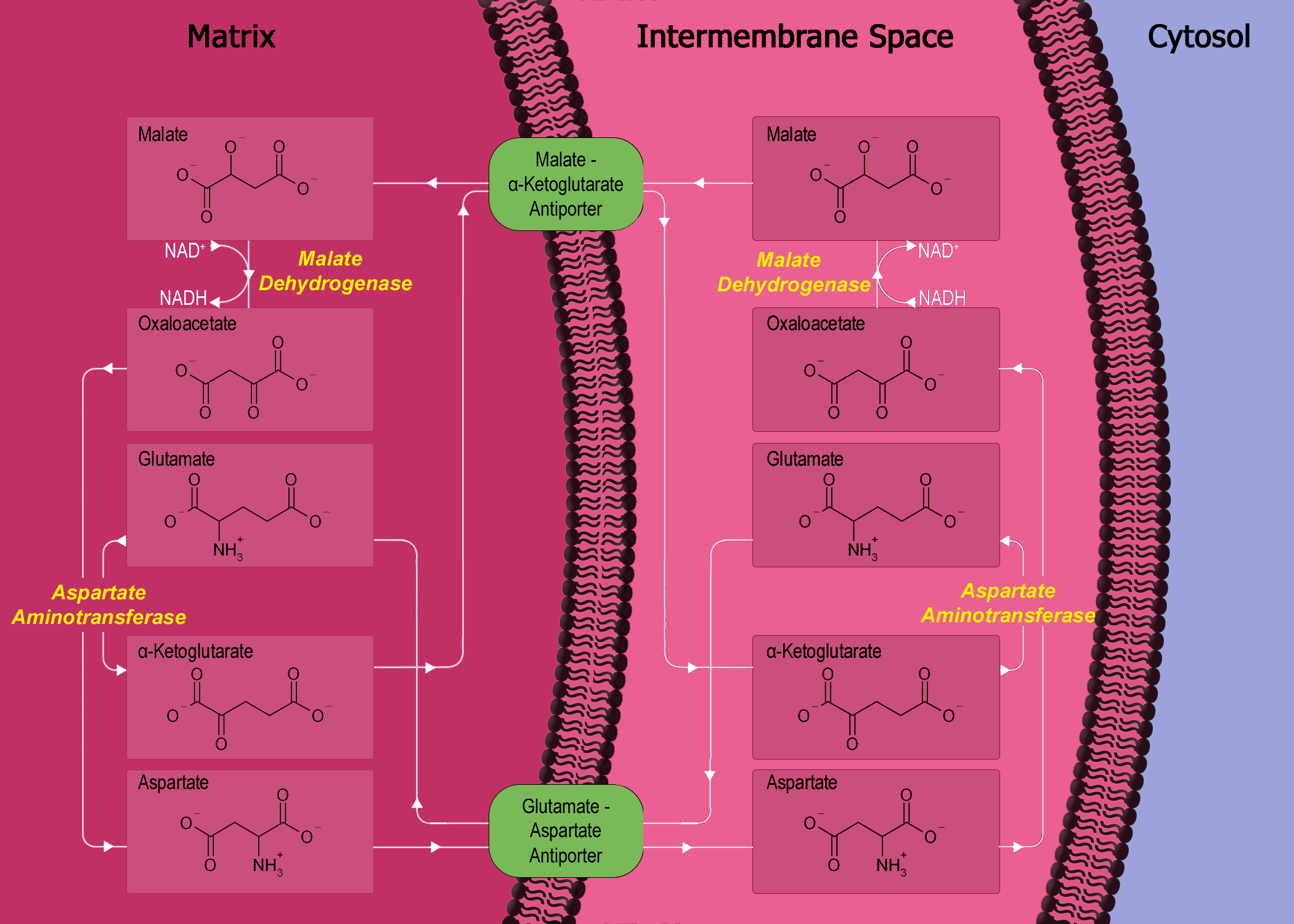
Il diagramma illustra il sistema navetta del Malato-Asparato

Il sistema navetta del malato-aspartato è un sistema biologico che ha il fine di trasferire gli elettroni prodotti durante la glicolisi nel citosol alla matrice mitocondriale attraverso la membrana interna. Questi elettroni, trasportati come ione idruro dal NADH, verranno poi sfruttati nella fosforilazione ossidativa negli eucarioti per generare ATP. Questo sistema pendolare è indispensabile alla cellula in quanto la membrana mitocondriale interna, a differenza di quella esterna, è impermeabile al NADH e alla sua forma ossidata NAD+.

## Componenti
Il sistema comprende quattro proteine:
- La malato deidrogenasi nella matrice mitocondriale e nello spazio intermembrana.
- L'aspartato aminotrasferasi nella matrice mitocondriale e nello spazio intermembrana.
- Il trasportatore del malato-chetoglutarato nella membrana interna.
- Il trasportatore del glutammato-aspartato nella membrana interna.

## Meccanismo
L'enzima più importante nel sistema pendolare del malato/aspartato è la malato deidrogenasi. La malato deidrogenasi è presente in due forme nel sistema: la malato deidrogenasi mitocondriale e la malato deidrogenasi citosolica. Entrambi gli enzimi hanno la stessa funzione, si differenziano solo per la loro localizzazione.
Il primo passaggio avviene nello spazio intermembrana mitocondriale: la malato deidrogenasi reagisce con l'ossalacetato e con il NADH producendo malato e NAD+. In questa reazione l'ossalacetato lega un protone e lo ione idruro liberato dal NADH riducendosi a malato.
Una volta formatasi la molecola di malato, il trasportatore del malato-chetoglutarato la importa dallo spazio intermembrana alla matrice e contemporaneamente esporta una molecola di chetoglutarato dalla matrice allo spazio intermembrana. Una volta nella matrice mitocondriale il malato viene convertito dalla malato deidrogenasi mitocondriale ad ossalacetato; nel processo viene rilasciato un H+ e il NAD+ viene ridotto a NADH. L'ossalacetato viene quindi trasformato ad aspartato per essere trasportato nello spazio intermembrana. Il gruppo amminico viene fornito dal glutammato che diventa alfa-chetoglutarato. L'enzima necessario alla reazione è l'aspartato aminotrasferasi mitocondriale.
In seguito il trasportatore del glutammato-aspartato importa una molecola di glutammato dallo spazio intermembrana alla matrice ed esporta l'aspartato dalla matrice allo spazio intermembrana; qui l'aspartato viene convertito in ossalacetato dall'aspartato aminotrasferasi. 
In alcuni testi si fa riferimento al NADH citosolico. L'aggettivo "citosolico" intende significare che si tratta del NADH ridotto a seguito di processi catabolici come la glicolisi, avvenuti appunto nello spazio citosolico. A differenza di quanto il nome ci possa far credere in questo contesto, il NADH è presente sia nel citosol sia nello spazio intermembrana, essendo la membrana mitocondriale esterna liberamente permeabile a questo. Il sistema navetta di cui si sta parlando infatti avviene proprio tra lo spazio intermembrana e la matrice interna del mitocondrio, come mostrato chiaramente in figura.
Complessivamente il sistema navetta ha un effetto puramente ossidoriduttivo: il NADH nello spazio intermembrana viene ossidato a NAD+, e il NAD+ nella matrice viene ridotto a NADH. Il NAD+ dello spazio intermembrana sarà quindi disponibile per essere ridotto in un nuovo ciclo della glicolisi, mentre il NADH nella matrice potrà cedere i suoi elettroni al complesso I nel primo passaggio della fosforilazione ossidativa.
Dato che rigenera NADH nella matrice mitocondriale, il sistema navetta del malato/aspartato massimizza il numero di molecole di ATP per numero di molecole di NADH prodotte nella glicolisi (2,5), risultando in un guadagno netto di 32 molecole di ATP per molecola di glucosio metabolizzata. Questa cifra è particolarmente significativa se confrontata con quella del sistema navetta del glicerolo fosfato, che invece dona gli elettroni al complesso II (come fa il FADH2). Infatti il sistema navetta del glicerolo 3 fosfato è in grado di generare solo 1,5 ATP per NADH generato nella glicolisi, risultando in un guadagno netto di 30 molecole di ATP per molecola di glucosio metabolizzata.